# Agnieszka Lê Thị Thành
Św. Agnieszka Lê Thị Thành (Bà Ðê) (znana również jako Agnieszka Ðê) (wiet. Anê Lê Thị Thành) (ur. ok. 1781 r. w Bái Điền w Wietnamie – zm. 12 lipca 1841 r. w Nam Định w Wietnamie) – męczennica, święta Kościoła katolickiego.

## Życiorys
Agnieszka Lê Thị Thành urodziła się w Bái Điền w rodzinie chrześcijańskiej. Gdy była dzieckiem rodzina przeniosła się do Phúc Nhạc. W wieku 17 lat została wydana za mąż za rolnika Nguyễn Văn Nhất. Mieli dwóch synów (Đê i Trân) oraz cztery córki (Thu, Năm, Nhiên i Nụ). Ponieważ miejscowe zwyczaje pozwalały nazywać rodziców imieniem najstarszego dziecka jest ona też znana jako św. Đê. Małżeństwo było religijne i w tym duchu wychowywało swoje dzieci. Podczas prześladowań chrześcijan w Wietnamie w marcu 1841 r. w Phúc Nhạc ukrywało się czterech księży – jeden z nich w domu Agnieszki Lê Thị Thành. Została razem z nim aresztowana, a dom został przeszukany i obrabowany przez żołnierzy. Więźniów zabrano do Nam Định. Próbowano skłonić ją do wyrzeczenia się wiary. Była wielokrotnie torturowana. W więzieniu zachorowała na dyzenterię i zmarła 12 lipca 1841 r.

## Dzień wspomnienia
24 listopada w grupie 117 męczenników wietnamskich

## Proces beatyfikacyjny i kanonizacyjny
Beatyfikowana 2 maja 1909 r. przez Piusa X w grupie 20 męczenników wietnamskich. Kanonizowana przez Jana Pawła II 19 czerwca 1988 r. w grupie 117 męczenników wietnamskich (jest jedyną kobietą w tej grupie).